# Attentat de Wurtzbourg
Ne doit pas être confondu avec Attaque du 25 juin 2021 à Wurtzbourg.
L’attentat de Wurtzbourg du 18 juillet 2016 est une attaque à la hachette perpétrée par un jeune homme présenté comme un réfugié afghan mais probablement pakistanais âgé de 17 ans dans un train régional allemand. C'est le premier attentat en Allemagne revendiqué par l'État islamique,,.

## Contexte
Sur la ligne de chemin de fer de Treuchtlingen à Wurtzbourg Riaz Khan Ahmadzai, 17 ans, attaque quatre personnes avec une hachette. Un passager actionne le frein d'urgence, arrêtant le train à Wurtzbourg-Heidingsfeld. Ahmadzai blesse une autre personne puis est abattu par la Spezialeinsatzkommando.

## Déroulement
L'agresseur, monté à bord du train régional, se rend aux toilettes peu après 21 h. Il en ressort muni d'une hachette et d'un couteau avec lesquels il se précipite sur les passagers et les frappe « de toutes ses forces », selon le ministère bavarois de l'Intérieur. 
Il s'en prend tout d'abord à Edmund Au-yeung, touriste chinois âgé de 30 ans originaire de Hong Kong, et le blesse grièvement à la tête. Il est présent à bord du train avec sa compagne Tracy Yau, âgée de 26 ans, le petit frère de cette dernière et leurs parents. Ces derniers s'interposent et sont également blessés, dont le père gravement à la tête. 
Des passagers parviennent à actionner le signal d'alarme et à arrêter le train, dont l'agresseur descend précipitamment. Il se rend alors à pied dans la localité voisine et agresse en chemin deux femmes qui se promènent, en blessant une au visage. Repéré par une équipe de la force d'intervention de la police bavaroise, il est abattu alors qu'il s'élance vers eux, d'après leur témoignage.
Selon plusieurs témoins, le jeune homme a crié « Allahu akbar » (« Dieu est [le] plus grand », en arabe).

## Bilan
Cinq personnes sont blessées, dont deux grièvement et quatorze personnes sont traitées pour « choc psychologique ». Les quatre victimes à l'intérieur du train sont une famille de touristes chinois originaire de Hong Kong : un couple, leur fille et son compagnon. La cinquième victime est une femme croisée dans la rue alors qu'elle promène son chien. L'assaillant est abattu par la police.

## Enquête

### Premières investigations
Un drapeau de l'État islamique « peint à la main » est retrouvé au domicile de l'auteur,, ainsi qu'une lettre d'adieu destinée à son père dans laquelle il l'appelle à prier pour lui, pour qu'il puisse se « venger des mécréants » ou des « infidèles », selon les traductions,, et pour qu'il « aille au ciel »,.
Les premiers éléments évoquent l'hypothèse d'une « radicalisation éclair », déjà proposée en France pour expliquer l'attentat de Nice survenu quatre jours plus tôt.

### Profil de l'auteur
Riaz Khan Ahmadzai, nom sous lequel il est enregistré auprès des autorités allemandes, est un jeune réfugié afghan ou pakistanais âgé de 17 ans. Il arrive en Allemagne en juin 2015.

### Revendication
L'attaque est revendiquée le 19 juillet 2016 par l'État islamique, dans un communiqué diffusé par Amaq, qui affirme que l'auteur, qualifié de « combattant » et présenté comme s'appelant « Muhammad Riyad », a mené « cette opération en réponse aux appels à viser les pays de la coalition ». Le même jour, l'EI publie une vidéo de l'assaillant qui se présente comme un « soldat du califat ».